# SC Gjilani
El Sport Club Gjilani  (en español: Club de Deportes Gnjilane)  es un equipo de fútbol de Kosovo que juega en la Superliga de Kosovo, la primera división de fútbol en el país.

## Historia
Fue fundado en el año de 1995 por Afrim Kqiku, en tiempos muy desfavorables. A pesar de las dificultades con la organización, habían logrado mantener al club en competencia y, después de 5 años desde su fundación, ganaron la Copa de Kosovo y consiguieron el ascenso a la liga kosovar de primer nivel, la Superliga de Kosovo, donde ha estado jugando desde entonces.

## Rivalidades
Su principal rival es el KF Drita, equipo conocido como Los Intelectuales, con quien juegan el Derby de Kosovo que inició en 1999.

## Palmarés
- Copa de Kosovo: 1

1999-00
- Supercopa de Kosovo: 1

2000
- Liga e Parë: 1

2004-05

## Participación en competiciones de la UEFA
| Temporada | Torneo                             | Ronda         | Club                  | Casa | Visita | Global |
| --------- | ---------------------------------- | ------------- | --------------------- | ---- | ------ | ------ |
| 2020-21   | Liga de Europa de la UEFA          | Preliminar    | Tre Penne             | –    | 3–1    | 3–1    |
| 2020-21   | Liga de Europa de la UEFA          | Primera ronda | APOEL                 | 0–2  | –      | 0–2    |
| 2022-23   | Liga Europa Conferencia de la UEFA | Primera ronda | FK Liepāja            | 1-0  | 1-3    | 2-3    |
| 2022-23   | Liga Europa Conferencia de la UEFA | Primera ronda | FC Progrès Niederkorn | 0-2  | 2-2    | 2-4    |

## Futbolistas

### Jugadores destacados
- Wilber Pérez